# Jiangyang
Jiangyang (江阳 ; pinyin : Jiāngyáng) est une ville de la province du Sichuan en Chine. Elle est le chef-lieu du district éponyme qui dépend de la ville-préfecture de Luzhou.